# Битва на Смядве
Битва на реке Смядве — сражение, произошедшее 1 июня 1408 года. Войско московского великого князя Василия I, выступившее в поддержку рязанского князя Фёдора Ольговича, потерпело поражение от занявшего рязанский престол Ивана Владимировича Пронского. Это сражение, как и рязанская междоусобица в целом, описано в летописной «Повести о побоище Рязанском».

## Предыстория
Иван Владимирович Пронский был недоволен своим подчинённым положением по отношению к Фёдору Ольговичу, а также к Москве, которая по договору, заключённому после смерти рязанского князя Олега Ивановича, имела право судить обоих в случае каких-либо обид. Ивану Владимировичу удалось заручиться поддержкой Орды и получить ярлык на великое княжество Рязанское. С помощью ордынских послов ему удалось изгнать Фёдора Ольговича из Переяславля-Рязанского, который вместе с дружиной отправился в Москву за поддержкой своего свёкра. Василий I выслал против амбициозного Ивана Владимировича войско во главе с коломенским воеводой Игнатием Жеребцовым, муромским воеводой Семёном Жирославичем, знатными боярами Иваном Зерновым, Михаилом Лялиным и Иваном Брынко. Иван Владимирович выступил во главе пронско-рязанской рати вместе с ордынцами против московско-рязанского воинства.

## Ход сражения
Московско-рязанская рать переправилась через Оку и вступила в Рязанское княжество. Князь Иван Пронский с татарами встретил их в районе реки Смядвы (ныне Большая Смедова), правого притока Оки. После провала переговоров между рязанскими князьями, стороны начали готовиться к битве. Видя неизбежность столкновения, ордынский посол и «татарове же отьидоша в гору и сташа, не помогаючи Проняномъ», предпочитая смотреть, а не сражаться. Причиной такому поведению был, видимо, тот факт, что Едигей находился на тот момент в союзе с Василием I против литовского великого князя Витовта и, несмотря на поддержку Ивана Владимировича в рязанском междоусобном споре, не хотел прямого столкновения с московским князем.
Однако оставленный ордынскими союзниками Иван Пронский, невзирая на численное превосходство противников, не пал духом. Из-за особенностей местности его войско каким-то образом смогло лучше сориентироваться в ситуации и первым атаковать противника, который, возможно, не успел подготовиться к сражению. Завязалась жестокая сеча между двумя конными ратями, в ходе которой проняне начали теснить москвичей, пока те не дрогнули и не начали отступать. В великокняжеском войске в битве пали Игнатий Жеребцов, Михаил Лялин и Иван Брынка, а муромский воевода Семен Жирославич попал в плен, кроме того «много Коломничь избиша…и многих Муромцев», другая летопись добавляет «и люди много посекоша Москвичев и Резанцев, а инии потонуша в реце в Оце».

## Последствия
Долговременных последствий победа пронского князя не имела. По сообщению летописи «того же лета князи Рязанстии … мир и любовь межи собою взяша». Вероятно, Иван Владимирович понял, что Федора Ольговича в союзе с Москвой можно победить в одной битве, но долгое противостояние с великим княжеством Московским приведет его к неминуемому поражению. Фёдор Ольгович вернулся на рязанский стол.